# Seznam Rostlin Kvĕteny České
Seznam Rostlin Kvĕteny České (abreviado Seznam) es un libro con ilustraciones y descripciones botánicas que fue escrito por el botánico, micólogo y briólogo autodidacta checo Philipp Maximilian Opiz y publicado en Praga en el año 1852.